# The Lemon Pipers

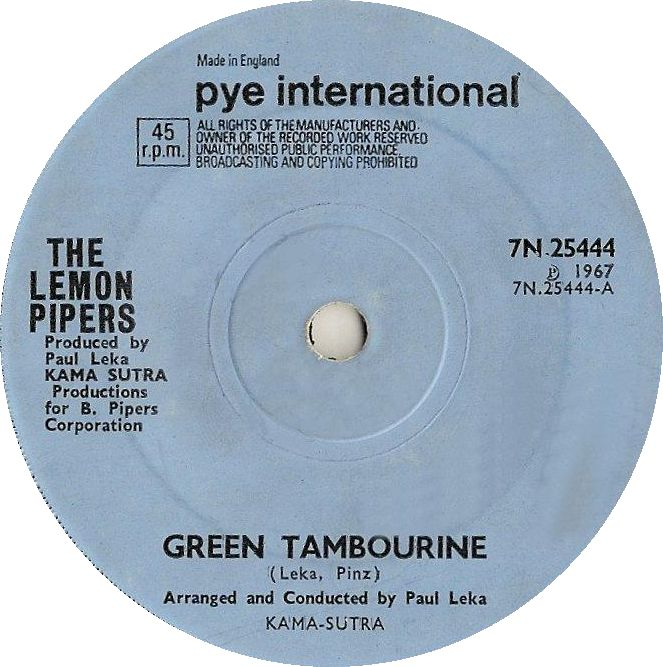
Etiqueta del lado A de "Green Tambourine" de The Lemon Pipers; lanzamiento en vinilo en Reino Unido.

The Lemon Pipers fue un grupo de pop psicodélico formado en la década de 1960 por el que actualmente hizo su última aparición en Ram Jam, Bill Bartlett. Aparte de Bill el grupo estaba formado por Ivan Browne, Reg. Nave, Bill Albaugh (fallecido) y Steve Walmsley. Alcanzó sus mayores éxitos en solo cuatro álbumes de estudio.

## Discografía
Sencillos
- "Quiet Please" / "Monaural 78" (1966) -- Carol Records
- "Turn Around and Take a Look" / "Danger" (1967) -- Buddah 11
- "Green Tambourine" (US n.º 1) / "No Help From Me" (1967) -- Buddah 23
- "Rice is Nice" (US n.º 46) / "Blueberry Blue" (1968) -- Buddah 31
- "Jelly Jungle (Of Orange Marmalade)" (US n.º 51) / "Shoeshine Boy" (1968) -- Buddah 41
- "Wine and Violet" / "Lonely Atmosphere" (1968) -- Buddah 63
- "Hard Core" / "Rainbow Tree" (1969) -- Buddah 124
- "I Was Not Born To Follow" / "Rainbow Tree" (1969) -- Buddah 136"
- Green Tambourine (US #90) -- Buddah BDM-1009 (Mono)/BDS-5009 (Stereo) (1968)
- "Rice is Nice" / "Shoeshine Boy" / "Turn Around and Take a Look" / "Rainbow Tree" / "Ask Me If I Care" / "Stragglin' Behind" / "Green Tambourine" / "Blueberry *Blue" / "The Shoemaker of Leatherwear Square" / "Fifty Year Void" / "Through With You"
- Jungle Marmalade—Buddah BDM-1016 (Mono — promocional)/BDS-5016 (Stereo) (1968)
- "Jelly Jungle (Of Orange Marmalade)" / "I Was Not Born to Follow" / "Everything is You" / "Catch Me Falling" / "Hard Core" / "Love Beads and Meditation" / "I Need *Someone (The Painter)" / "Lonely Atmosphere" / "Wine and Violet" / "Dead End Street"/"Half Light"

Álbumes recopilados
- The Best of The Lemon Pipers: Green Tambourine Buddha 99798—2001
- "Green Tambourine" / "Rice is Nice" / "Shoeshine Boy" / "Rainbow Tree" / "Blueberry Blue" / "The Shoemaker of Leatherwear Square" / "Jelly Jungle" / "Everything is You" / "Love Beads and Meditation" / "Catch Me Falling" / "I Was Not Born To Follow" / "Wine and Violet" / "Dead End Street"/"Half Light"

- Datos: Q466992